# 孔特尔 (索姆省)
孔特尔（法語：Contre，法語發音：[kɔ̃tʁ] ⓘ）是法国上法蘭西大區索姆省的一个市镇，属于亚眠区。

## 地理
孔特尔（49°44'53"N, 2°5'48"E）面积9.75 平方千米，位于法国上法蘭西大區索姆省，该省份为法国北部沿海省份，北起加来海峡省和北部省，西接滨海塞纳省和大西洋英吉利海峡，南至瓦兹省，东临埃纳省。
与孔特尔接壤的市镇（或旧市镇、城区）包括：布拉西、孔蒂、库尔塞勒苏图瓦、弗勒里、弗雷蒙捷、沃莱讷。

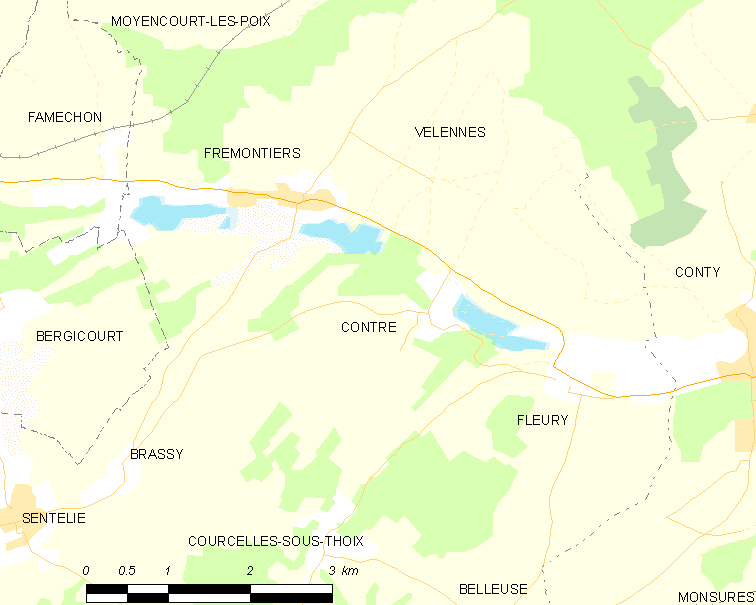
的OSM定位图

孔特尔的时区为UTC+01:00、UTC+02:00（夏令时）。

## 行政
孔特尔的邮政编码为80160，INSEE市镇编码为80210。

## 政治
孔特尔所属的省级选区为努瓦河畔阿伊县。

## 人口

1962-2008年间人口变化图示

孔特尔于2022年1月1日时的人口数量为146人。